# Dečanska Bistrica
Dečanska Bistrica – rzeka w Kosowie, prawy dopływ Białego Drinu.
Źródła posiada na północ od szczytu Đaravica, długość rzeki wynosi 53 km, a powierzchnia dorzecza 300 km².